# Rätpäck
Rätpäck ist eine Comedysendung des Schweizer Fernsehens. Sie wurde von den drei Comedians Chris Sulser, Dominik Gysin und Gábor Németh geschrieben, die die Sketche auch selbst ausführten. Die Sendung besteht hauptsächlich aus mit versteckter Kamera gedrehten Beiträgen und verfälschten Interviews. In der Sendung wurden auch häufig Schweizer Persönlichkeiten hereingelegt.
Die Erstausstrahlung erfolgte im Jahr 2004. Seit 2008 erschienen keine neuen Folgen der Strassencomedy-Sendung mehr.

## DVD-Veröffentlichungen
Die zwei ausgestrahlten Staffeln sind komplett auf DVD erschienen. Auf den DVDs befindet sich zusätzliches Bonusmaterial, u. a. Zensierte Gags und Interviews.
- Rätpäck – Die erste Staffel (Ersch. 30. März 2007) [FSK: 12] [EAN: 7611372640829]
- Rätpäck – Die zweite Staffel (Ersch. 1. Februar 2008) [FSK: 12] [EAN: 7611372640911]

## Kritiken
- Blick: «Temporeich, listig, schräg. Das Trio hat den Staub kräftig aufgewirbelt.»
- Tele: «Wieder biegen sich die Beteiligten und die Zuschauer vor Lachen, wenn das begnadete Trio seine Finger im Spiel hat.»
- 20 Minuten: «Die Lockvögel haben den Lachnerv der Nation getroffen.»